# Клишово (Псковская область)
Клишово — деревня в Ядровской волости Псковского района Псковской области.
Расположена у юго-восточной границы Пскова, в 3 км к юго-востоку от псковского микрорайона Кресты.
| 2000 | 2001 | 2002 | 2010 |
| ---- | ---- | ---- | ---- |
| 29   | →29  | ↗30  | ↘19  |